# 後期重爆撃期
後期重爆撃期（こうきじゅうばくげきき、英語：Late Heavy Bombardment, lunar cataclysm, LHBとも）とは、天文学・地球惑星科学において41億年前から38億年前の期間を指す言葉である。ここで言う「後期」とは星間物質の集積（衝突）による惑星の誕生・成長（en:planetary accretion）の時期を前期とし、惑星形成後の衝突を示したものである。
この時代には月に多くの隕石衝突によるクレーターが形成され、地球・水星・金星・火星といった岩石惑星も多くの天体衝突を受けたと考えられている。後期重爆撃期の主な証拠は月の石の年代測定から得られたもので、天体衝突に由来する月面の溶融岩石の大部分がこの短い期間に作られたと示されている。
後期重爆撃期の原因については諸説が唱えられているが、広く合意を得たものはない。有力な説の一つとしてはこの時期に巨大ガス惑星の公転軌道が変化し、その影響で小惑星やエッジワース・カイパーベルト天体の公転軌道の離心率が上昇、一部が岩石惑星の領域にまで到達したというものがある。一方で後期重爆撃期の存在に懐疑的な見方もある。月サンプルの年代の偏りは見かけ上のもので、採取された試料が一つの衝突盆地に由来するとすれば後期重爆撃を仮定する必要はないというものである。

## 証拠
後期重爆撃期の主要な証拠はアポロ計画で集められた月の石の放射年代測定から得られた。天体衝突による溶融物の大半は、直径10 kmほどの小惑星や彗星が、直径数百 kmのクレーターを生じるような衝突を起こしたときに作られたと考えられている。アポロ15・16・17号の着陸地点は、この種の衝突盆地である「雨の海」、「神酒の海」、「晴れの海」の近くが選ばれた。
計画で持ち帰られた溶融物を分析したところ、形成年代が38億年前から41億年前の短い期間に集中していることが判明した。1970年代中ごろにこの事実に最初に気づいたのは、フアド・テラ (Fouad Tera)、ディミトリ・パパナスタシュー (Dimitri Papanastassiou)、ジェラルド・ワッサーバーグ (Gerald Wasserburg) らだった。彼らは今から39億年前に前後して月で隕石の衝突頻発が急増したという仮説を提案し、この事件を「lunar cataclysm（月の大激変）」と呼んだ。これらの溶融物が本当に3つの衝突盆地に起源を持つものならば、3つの主要な盆地が短期間に形成されたことに加え、層序学的観点から見て他の多くのクレーターや衝突盆地もこの短期間に作られたという証拠となり得た。
後期重爆撃仮説は発表当時は確証には至らなかったが、月から飛来した隕石などのデータが蓄積されるにつれ次第に広く受け入れられるようになった。月隕石は月面のランダムな地点に起源を持ち、少なくともその一部はアポロの着陸地点から離れたところに由来するはずだった。長石を多く含み、月の裏側から飛来した可能性のある隕石の年代測定が行われたが、その中に39億年より古いものは存在せず、仮説と一致していた。ただし形成年代はアポロの月の石ほど短期間に集中しておらず、25億年前から39億年前の間に分散していた。
クレーター直径の分布の調査によると、後期重爆撃期には月と水星に同じ系列の隕石が衝突した可能性が示されている。水星の重爆撃期が月と同様だったと仮定すれば、水星最大の衝突盆地「カロリス」は同様の月面地形「東の海」や「雨の海」に相当し、水星の全ての平地は今から30億年前以前に形成されたことになる。

## 反論

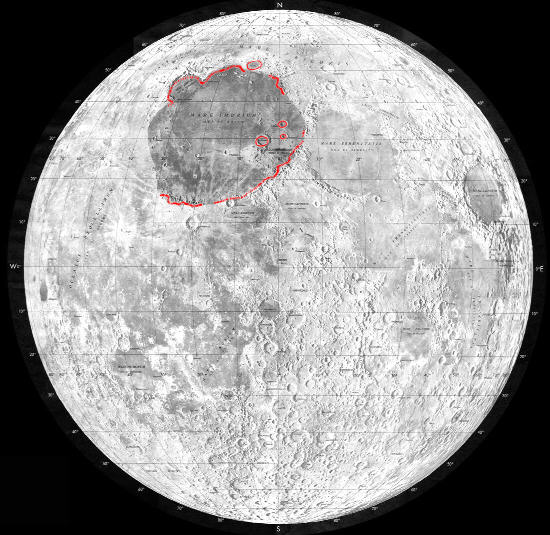
雨の海の位置

後期重爆撃期仮説は、その原因の説明を試みている力学研究者を中心に高い注目を集めているが、仮説の正しさには議論の余地も残されている。主な批判としては次の2つがある。
1. サンプルとして一つの衝突盆地からの放出物を偏って採取している可能性があり、衝突年代の集中は人為的なものかもしれない。
2. 41億年前以前に形成された衝突溶融物が存在しないのは、そのような岩石が粉砕されたか、形成年代をリセットされたためかもしれない。

1つ目の批判は、アポロ計画の着陸地点で採取された衝突溶融岩の起源についてである。溶融物は単純に近くの衝突盆地に由来すると仮定されたが、実は大部分は雨の海に起源があるのではないかという議論が存在する。雨の海は月の表側の中央付近に位置し、多重リング盆地としては巨大かつ遅い時期に形成されたものである。数値モデルによるとアポロ計画の着陸地点全てに雨の海からの放出物が相当量存在する可能性がある。つまりこの説によると、溶融物の形成年代が39億年前に集中しているのは、39億年前のひとつの衝突に起源を持つ物質を偏って集めているためということになる。
2つ目の批判は41億年前以前の月の溶融岩石が存在しないことに関するものである。後期重爆撃仮説は、この時期に天体衝突が頻発し月の地殻年代がリセットされたとしているが、衝突を仮定せずにこの事実を説明することもできる。例えば、月には41億年より古い溶融岩石が存在しているが、過去40億年に渡って続いた衝突の影響で年代がリセットされたと考えることもできる。また、古い岩石は一般的な放射年代測定の方法が使えないサイズにまで粉砕されている可能性もある。

## 地球への影響

### 地殻の形成への影響
後期重爆撃期が実在したとすれば、月だけでなく地球にもその影響が及んだと考えられる。後期重爆撃が提唱される以前は、地球は形成から38億年前まで全体が溶融し続けていたと考えられていた。38億年という値は地球上で発見された一連の最古の岩石の形成年代で、この時期に明確な断絶があることが示唆されていた。高精度かつ周辺環境に影響されにくいジルコンに対して行うウラン・鉛年代測定法（U-Pb法）を含め、様々な年代測定法が試されたが、38億年という値はほとんど不変のものだった。より古い岩石は発見されないことから、この時点まで地球は溶融した状態が続いていたと認識され、38億年前を最初期の地質時代の区切りとし、38億年前以前は冥王代と分類されていた。
現在では40億年前やそれ以前の岩石が発見されており、最古のものは42億8千万年前の海洋地殻を形成していたと考えられている岩石でカナダ北東部ケベック州で見つかっており少なくともその頃には海が存在していた。さらにはオーストラリアのジャック・ヒルで44億年前に形成されたと推定されるジルコン結晶が発見されている。これらから原始地球はかなり早い時期に冷えて固まったのではないかと推定されている。また冥王代の区切りも40億年前に変更された。
南極大陸で発見された隕石にはより古い岩石も含まれている。それらの形成年代にも明確な断絶があり、46億年より古いものは見つかっていない。これは、原始太陽の周りの原始惑星系円盤で最初の固体物質が作られた時期を反映したものと考えられている。したがって冥王代は、最初の岩石が太陽系に生成した46億年前からその7億年後に地球が固化するまでの期間とされている。この時代には、原始惑星系円盤から惑星が誕生し、重力ポテンシャルエネルギーを解放しながらゆっくりと冷却していく過程が含まれている。
岩石惑星が冷却し表面が固化するまでの時間は天体のサイズに依存し、地球の場合は1億年と計算されている。これは前述の7億年と大きく食い違っているが、後期重爆撃期仮説はこの問題を解決することができる。つまり38億年前の最古の岩石は、一旦は完成していた地球地殻が38億年前ごろの激しい天体衝突でほぼ完全に破壊され、その後再び固化した時代のものとすれば矛盾を解消できるのである。
この考え方は冥王代の地球像に大きな変化をもたらした。古い参考書では、冥王代の地球はどろどろに溶けた表面を持ちいたる所に噴火口を持つ「地獄のような」惑星として描写されていた。しかし現在では、この時代の地球は固体の地表と穏やかな気候を持ち、強い酸性ながら海も存在していたと考えられている。現存する最古の地球岩石が形成される以前に、既に水ベースの化学反応が起きていたことが複数の同位体比の観測から示唆されているが、このことは新しい地球像の裏付けとなっている。

### 生命への影響
1979年、マンフレート・シドロウスキー (Manfred Schidlowski) は、グリーンランドに見られる堆積岩の炭素同位体比に生命の痕跡がみられると主張した。問題となった岩石の形成時期については論争があり、シドロウスキーは38億年前を、他の研究者は36億年前を提唱した。後期重爆撃期と地殻の「再溶融」を考えると、生命は後期重爆撃期の直後に誕生したか、あるいは、冥王代初期に誕生して後期重爆撃期を生き抜いたと考えられる。近年、シドロウスキーの発見した堆積岩の形成年代は考えられる範囲で最も古い38億5,000万年前らしいという結果が出ており、生命は重爆撃期を生き抜いたという説が有力になっている。シドロウスキーの岩石に関しては21世紀に入っても活発な議論が交わされている。
その後オーストラリアのジャック・ヒルズの岩石でも、同様の生命の痕跡らしきものが発見された。ヴェストファーレン・ヴィルヘルム大学付属鉱物学研究所のトーステン・ガイスラー (Thorsten Geisler) は、42億5,000万年前のジルコン内にダイヤモンドや黒鉛の小片として閉じ込められた炭素を研究し、炭素12対炭素13の同位体比が異常に高いことを明らかにした。これは生物活動の痕跡かもしれない。
現生生物が後期重爆撃期を乗り切った2系統の好熱菌（細菌の祖先と古細菌類の祖先）に由来する可能性も議論されている。

## 原因
いくつかの説が後期重爆撃の原因として提唱されているが、2009年時点では定説と呼べるものはない。

### 巨大ガス惑星の軌道移動説
ロドニー・ゴメス (Rodney Gomes) らは太陽系の巨大ガス惑星の初期配置を現在の配置より密集させた状態でシミュレーションを行い、巨大ガス惑星の軌道の変化が後期重爆撃の原因となりうることを示した。
シミュレーションでは惑星系の外部に密なエッジワース・カイパーベルト (EKB) を配置した条件が用意された。軌道を外れたEKB天体との重力相互作用により、ガス惑星の軌道は少しずつ変化した。すなわち、木星はわずかに内側へ、他の3つの惑星は外側へ、数億年をかけて移動する。そして移動の過程で、木星と土星が 1:2 の軌道共鳴に達すると、それまで安定だった惑星の軌道が著しく不安定になり、外惑星は短期間のうちに広い軌道間隔に再編され、再び安定な軌道に落ち着いた。
これらの過程で巨大惑星が移動する際、軌道共鳴帯は小惑星帯やEKBを横切ることになる。軌道共鳴の条件によっては、小天体の軌道離心率が上昇し、小惑星帯やEKBを飛び出して岩石惑星の領域まで飛来する可能性がある。

### 天王星・海王星の後期形成説
ハロルド・レヴィソン (Harold Levison) らは、太陽系外縁の物質密度が低いとその領域の惑星形成速度が大幅に遅くなることを示した。微惑星を扱ったシミュレーションの中には、天王星や海王星が数十億年という非常にゆっくりとした時間をかけて形成されることを示すものもある。形成速度によっては、これらの惑星が後期重爆撃時代の原因の候補となる。
ただしガス流と微惑星の暴走成長を組み合わせた近年の計算では、全ての木星型惑星が1,000万年単位の短期間で形成されるという結論も出ている。その場合は天王星や海王星は後期重爆撃期の原因とはならない。

### 第5惑星説
この仮説は火星より少し外側で小惑星帯よりやや内側の領域にかつて惑星が存在していたと仮定するものである。太陽系第四惑星たる火星の一つ外側の軌道に相当するため、この仮説上の惑星は第5惑星 (惑星V, Planet V)と呼ばれる。第5惑星は最初は真円に近い軌道だったが、後期重爆撃期に軌道不安定を起こし、小惑星帯を横切る楕円軌道に変化したと仮定される。多くの小惑星が軌道を乱されて内惑星帯に飛び込み、天体衝突率が増加したという説である。第5惑星は不安定な軌道を取った末に、太陽に衝突するか重力散乱により太陽系外に弾き飛ばされたため現存しないと考えられている。
火星と小惑星帯の間に惑星Vを配置し、その安定性を調べた重力N体シミュレーションでは、惑星Vが開始から数億～10億年後に軌道不安定を起こして、太陽や他の惑星に衝突するか太陽系から放出されることが再現されている。特に惑星Vの質量が火星の0.25倍以下と小さいケースでは、惑星Vは他の地球型惑星に衝突せずに太陽に衝突したり太陽系から放出されたりする傾向が強まり、後期重爆撃期に地球型惑星に巨大衝突が起きた形跡がないという点をうまく再現できる。